# Бациева, Светлана Михайловна
Светлана Михайловна Бациева (30 января 1928 г., Ленинград — 19 января 1982 г., Ленинград) — советский историк-арабист, востоковед, ассириолог, специалист по арабской философии, кандидат исторических наук, научный сотрудник Института востоковедения АН СССР.

## Биография
Светлана Михайловна Бациева родилась 30 января 1928 г. в Ленинграде. В 1947-1951 гг. училась на Восточном факультете ЛГУ. Специализировалась по кафедре ассириологии и гебраистики, с 1950 г. — по кафедре арабской филологии. В 1950 г. участвовала в археологической экспедиции в Армению (руководитель Б.Б. Пиотровский).
В 1957 г. становится младшим научным сотрудником ЛО Института востоковедения АН СССР в группе по ассириологии и смежным дисциплинам, которой руководил И.М. Дьяконов.
В 1959 г. защитила кандидатскую диссертацию «Книга о природе общественной жизни тунисского мыслителя XIV в. Ибн Халдуна».
В 1960 г. — сотрудник Арабского кабинета ИВ. В 1961-1962 и 1963-1965 гг. находилась в командировках в Ираке в качестве переводчика Министерства здравоохранения СССР, оставаясь сотрудником ИВ АН.
В 1967 г. тяжело заболела. 19 января 1982 г. покончила с собой.

## Научная деятельность
Основная область научных интересов - арабская философия.
Участвовала в подготовке комментированного сборника переводов ассирийских, нововавилонских и древнееврейских текстов, упоминающих об Урарту (1951). Впоследствии занималась арабскими рукописями в собрании ЛО ИВ АН. В 1965–1971 гг., участвуя в подготовке «Краткого каталога арабских рукописей», описала 1471 сочинение арабских ученых по философии, психологии, этике и политике.
Большинство работ исследуют философские системы арабских мыслителей Ибн Халдуна, Ибн Рушда (Аверроэса), ал-Бируни, их социальную философию, этику и гносеологию. Этой проблематике посвящена кандидатская диссертация «Книга о природе общественной жизни тунисского мыслителя XIV в. Ибн Халдуна». Особое внимание исследователь уделяет «Мукаддиме» Ибн Халдуна, содержащей политико-экономические, социально-философские и эстетические взгляды философа, а также исторические сведения о тюрках Казахстана и Средней Азии. В работе «Историко-социологический трактат Ибн Халдуна «Мукаддима» (1965) автор характеризует эпоху создания памятника, жизнь Ибн Халдуна, его историко-философское учение, взгляды на внутренние закономерности жизни и развитие общества, а также историю изучения «Мукаддимы».

## Основные работы
- Ассиро-вавилонские источники по истории Урарту (перевод, комментарии, указатели) // ВДИ. 1951. № 2. С. 205-252. С. 254-356.
- Борьба Ассирии и Урарту за Сирию // ВДИ. 1953. № 2. С. 17-36; ВДИ. 1958. №  2. С. 204-209.
- Социальные основы историко-философского учения Ибн Халдуна // Сборник памяти академика И.Ю. Крачковского. Л., 1958. С. 192-201.
- Ассириология в арабских странах // ВДИ.1959. № 1. С. 184-189.
- Историко-социологический трактат Ибн Халдуна «Мукаддима». М., 1965.
- Шифа ас-саил – трактат Ибн Халдуна о суфизме // Сборник в честь И.П. Петрушевского. М., 1968. С. 40-46.
- Учение о «двойственности истины» Аверроэса - Ибн Халдуна // ПС. 19 (82). Л., 1969. С. 149-158.
- Арабистика (1818–1917) // Азиатский музей — ЛО ИВ АН СССР. М.: Наука, ГРВЛ, 1972. С. 270–280
- Теория познания Ибн Халдуна // Арабские страны. История. Экономика. М., 1974. С. 17-24.
- Географический фактор в историко-социологической концепции Ибн Халдуна // ПП и ПИКНВ. XII годичная науч. сессия ЛО ИВ АН СССР (краткие сообщения). М.: Наука, ГРВЛ, 1977. С. 68–74.
- Дискуссия о «добродетельном городе» в арабской средневековой философии // ПП и ПИКНВ. XIII годичная науч. сессия ЛО ИВ АН СССР (доклады и сообщения по арабистике). М.: Наука, ГРВЛ, 1978. С. 118–122.
- Деньги как мера стоимости в теориях ал-Бируни и Ибн Халдуна // Письменные памятники и проблемы истории культуры народов Востока. XV годичная научная сессия ЛО ИВ АН СССР. Ч. II. М.: Наука, ГРВЛ, 1981. С. 44-48.
- Бедуины и горожане в «Мукаддиме» Ибн Халдуна // Очерки истории арабской культуры V–XV вв. М.: Наука, ГРВЛ, 1982. С. 311–356[1][4].

#### Переводы
- Махмуд Теймур. Умм Сахлюль / пер. с араб. С.М. Бациевой // Восточная новелла. М.: ИВЛ , 1963. С. 150–158.
- Никола Курбан. Бедняки / пер. с араб. С.М. Бациевой // Восточная новелла. М.: ИВЛ , 1963. С. 158–162.
- Нуайме М. Мои семьдесят лет / пер. с араб. С.М. Бациевой. М.: Наука, ГРВЛ, 1980. 238 с.